# Domenico Contarini (1585–1675)
Domenico Contarini (ur. 28 stycznia 1585  – zm. 26 stycznia 1675) – doża wenecki od 1659 roku.

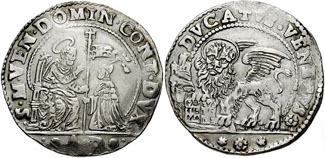
Nowy dukat - Ducatello (40mm, 22.65 g)